# Чемпионат СССР по дзюдо 1973
1-й чемпионат СССР по дзюдо прошёл в Киеве 7 — 9 декабря 1973 года.

## Медалисты
| Весовая категория          | Золото                                        | Серебро                                     | Бронза                                                                                    |
| -------------------------- | --------------------------------------------- | ------------------------------------------- | ----------------------------------------------------------------------------------------- |
| Лёгкий вес (до 63 кг)      | Шенгели Пицхелаури Вооружённые силы (Тбилиси) | Геннадий Ившин «Динамо» (Челябинск)         | Сергей Мельниченко «Динамо» (Киев) Евгений Ашинов «Урожай» (Майкоп)                       |
| Полусредний вес (до 70 кг) | Анатолий Новиков «Динамо» (Харьков)           | Мялик Мухаметшин «Динамо» (Москва)          | Виктор Антонов Вооружённые Силы (Львов) Константин Шабуришвили Вооружённые Силы (Тбилиси) |
| Средний вес (до 80 кг)     | Андрей Цюпаченко «Динамо» (Москва)            | Рамаз Харшиладзе Вооружённые Силы (Тбилиси) | Гурам Гоголаури Вооружённые Силы (Тбилиси) Абдулгаджи Баркалаев «Гантиади» (Тбилиси)      |
| Полутяжёлый вес (до 93 кг) | Валерий Рухледев «Динамо» (Одесса)            | Амиран Музаев Вооружённые Силы (Тбилиси)    | Олег Рысенков «Динамо» (Харьков) Г. Богашвили «Гантиади» (Тбилиси)                        |
| Тяжёлый вес (свыше 93 кг)  | Гиви Онашвили Вооружённые Силы (Тбилиси)      | Виталий Кузнецов Вооружённые Силы (Москва)  | Джибило Нижарадзе «Динамо» (Тбилиси) Сергей Новиков «Динамо» (Киев)                       |
| Открытый вес               | Авель Казаченков Вооружённые Силы (Москва)    | Виталий Кузнецов Вооружённые Силы (Москва)  | Джибило Нижарадзе «Динамо» (Тбилиси) Сергей Новиков «Динамо» (Киев)                       |